# JUS/ISO 12207
JUS/ISO 12207 Predstavlja jedan od fundametalnih standarda softverskog inženjerstva koji opisuje arhitekturu životnog ciklusa softvera.
Primenjuje se za softverske proizvode i usluge prilikom nabavke, isporuke, razvoja, korišćenja i održavanja. Strane koje primenjuju standarde odgovorne su za izbor modela životnog ciklusa i za preslikavanje procesa, aktivnosti i zadataka iz standarda u izabrani model, za izbor i primenu metoda za razvoj softvera i za izvršavanje aktivnosti i zadataka koji odgovaraju softverskom projektu.

## Prateći standardi
Životni ciklus softverskih proizvoda:
- ISO/IEC TR 16326 – Vodič za primenu ISO/IEC 12207 na upravljanje projektom
- ISO/IEC 14764 – Održavanje softvera

Proces dokumentovanja:
- JUS ISO 6592 – Smernice za dokumentovanje softverskih rešenja
- JUS ISO/IEC TR 9294 – Smernice za upravljanje softverskom dokumentacijom
- JUS ISO 9127 – Korisnička dokumentacija i propratne informacije softverskih paketa
- ISO/IEC 15910 – Informaciona tehnologija – izrada softverske korisničke dokumentacije

Proces vrednovanja softverskih proizvoda i procesa: 
- JUS ISO/IEC 9126 – Karakteristike kvaliteta softverskog proizvoda
- Serije standarda ISO/IEC 14598 – Brednovanje softverskog proizvoda
- Serija standarda ISO/IEC 15504 – Vrednovanje softverskog proizvoda
- ISO/IEC TR 12182:1998 – Kategorizacija softvera